# Шойдер

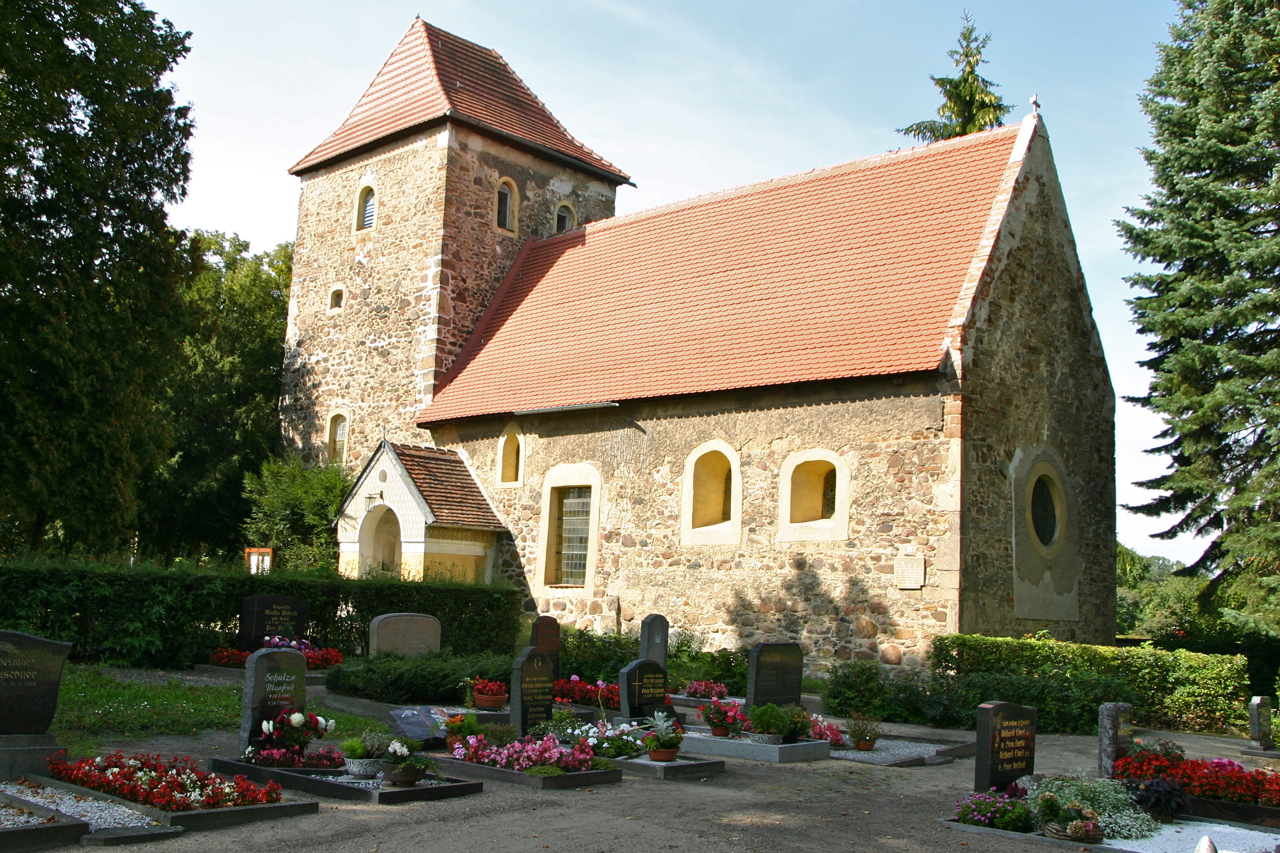
Scheuder (2011)

Шойдер (нем. Scheuder) — коммуна в Германии, в земле Саксония-Анхальт.
Входит в состав района Кётен. Подчиняется управлению Зюдлихес Анхальт. Население составляет 310 человек (на 31 декабря 2024 года). Занимает площадь 9,80 км².
Шойдер состоит из трех районов: Лаузигк, Наундорф и собственно Шойдер. Все три района расположены среди традиционно сельскохозяйственных ландшафтов.  Главным культурным событием года в Шёйдере является традиционный деревенский праздник, который с большой любовью и энтузиазмом организуют местное общество истории и пожарная команда.  Романская церковь из полевого камня —  важная культурная достопримечательность региона,  определяющая облик поселения.  Здесь проходят разнообразные музыкальные мероприятия, привлекающие внимание к Шойдеру. Доминантой Лаузигка является старая кирпичная церковь, построенная в 1842 году.  Тщательно отреставрированная церковь интересующихся ее историей и архитектурой. Наундорф — самый маленький из трех районов Шёйдера.  Здесь можно увидеть красивые дома и усадьбы, гармонично вписанные в сельский пейзаж.  

## Мемориалы
- На кладбище в районе Лаузигк находятся могилы югославского военнопленного, трех советских гражданок и малолетнего ребенка польки, которые были угнаны на принудительные работы в Германию во время Второй мировой войны.

## Достопримечательности
- Церковь в Шойдере.
- Историческая гостиница "Scheuderscher Gasthof".

## Транспортное сообщение
- К северу от коммуны проходит федеральная трасса B185 из Дессау-Рослау в Кётен (Анхальт).

## Известные личности
- Франц фон Флейшер (1801–1878), ботаник.
- Кристиан Штайн (1809–1887), пастор в Шойдере с 1846 по 1856 год.